# Arga bibliotekstanten
Arga bibliotekstanten, egentligen Ann Denty, född 22 januari 1961 i Sofia församling i Jönköping, är en svensk bloggare, influenser och kommunpolitiker för Vänsterpartiet. På instagramkontot @argabibliotekstanten lägger hon upp bilder på bland annat skyltar, annonser och lappar som är felstavade så att de fått en annan innebörd än önskad, eller är underfundiga på annat sätt. Hennes instagramkonto hade över 250 000 följare i mars 2022, och hon presenterar sig som "Pk-batikhäxa och crazy catlady" på det.
Ann Denty arbetade på Alingsås stadsbibliotek i flera år och år 2009 startade hon bloggen Arga bibliotekstanten. Det var en anonym blogg som handlade om hennes vardag som biblioteksassistent på "Småstadens bibliotek". I inläggen beskrev hon vardagshändelserna, arbetsuppgifterna och besökarnas beteenden, på ett sätt som var avsett att roa och bloggen blev snabbt populär och välbesökt. Hon tror att igenkänningsfaktorn var hög även för människor i andra serviceyrken.
Hon lade ner bloggen efter några år, för att inspirationen tröt, men fortsatte ha kontakten med sina följare med andra typer av inlägg Facebook, och senare på Instagram. Efter trettio år på bibliotek började hon arbeta som administratör för kommunen.
Hon har också engagerat sig politiskt och är förtroendevald för Vänsterpartiet till Alingsås kommunalfullmäktige, där hon är ledamot i kultur- och utbildningsnämnden.